# يحيى البشري
يحيى البشري (مواليد 13 أغسطس 1962م) هو مصمم أزياء سعودي، اشتهر عالمياً بتصميم فستان للأميرة البريطانية الراحلة ديانا أميرة ويلز. كانت بدايته كاتبًا صحفيًّا وناقدًا. رفع صناعة الأزياء السعودية إلى مستوى مرموق، مما سمح لاسم المملكة بالتألق في عالم الموضة مع مزيج فريد من الملابس السعودية التقليدية ذات السمات الأجنبية. إن تقديم تصاميم وأزياء جديدة في مجتمع سعودي محافظ يفتخر بثقافته وتراثه كان مهمة صعبة بالنسبة للبشري. على عكس المصممين السعوديين الآخرين، الذين عادة ما يستقرون في الخارج في بلدان أجنبية، قرر البشر البقاء في المملكة وجعل المملكة العربية السعودية السوق المستهدفة الرئيسية.

## النشأة والتعليم
ولد يحيى البشري في قرية العسران، منطقة عسير، هنا تلقى التعليم الابتدائي قبل أن ينتقل إلى جدة.

## مسيرته المهنية
انتقل إلى دراسة التصميم في إحدى المدارس الأكاديمية في إيطاليا وواصل دراسته في باريس عاصمة الفن في الأكاديمية الفرنسية الأمريكية لفنون الأزياء لينال لقب مصمم أزياء، بدأت انطلاقته الأولى في القاهرة ثم إلى الأردن وسلطنة عمان ثم إلى جدة والرياض، وأصبح من أشهر مصممي الأزياء حيث انهالت عليه الدعوات لإقامة عروض لتصاميمه كان أولها عالميا في موسكو وبعد ذلك روما وبيروت وباريس، وأصبح من المصممين الأساسيين الذين يشاركون في أسبوع الموضة العالمي في باريس وبهذا كان أول مصمم أزياء سعودي يشارك في أسبوع الموضة العالمي آنذاك، تميزت تصاميمه بالمزج بين الطابع الشرقي والغربي، ولعل من أهم مشاركاته هي مشاركته في تصميم الأزياء الخاصة بمهرجان الجنادرية والمئوية وتصميمه لأزياء شخصيات العديد من الأمراء والأميرات والشخصيات البارزة في العالم.

## العروض والمشاركات

### أيام الموضة
في مارس 2014، شارك المصمم يحيى البشري ضمن فعاليات "أيام الموضة" في الدار البيضاء بالمملكة المغربية، حيث قدم تشكيلةً جديدةً من الملابس النسائية، التي لفتت أنظار الحضور.

### الحب والحرية
في أكتوبر 2024م قدم البشري عرضه الأول في السعودية بعنوان «الحب والحرية»، وذلك ضمن فئة «الكوتور» بوصفه أحد أهم الأسماء السعودية المشاركة في أسبوع الرياض للموضة المقام في نسخته الثانية في الفترة بين 17 و 21 أكتوبر.

## الأميرة كاميلا
في يوليو 2022، وأثناء الاحتفال باليوبيل البلاتيني للملكة اليزابيث الثانية، ارتدت الأميرة كاميلا باركر، زوجة ولي عهد بريطانيا في حينها، فستانًا بالحفل، كان عبارة عن دقلة أهداها المصمم يحيى البشري للأمير تشارلز ولي عهد بريطانيا (ملك بريطانيا حاليًا)، أثناء زيارته لمنطقة عسير جنوب السعودية، في بدايات الألفية الحالية، لتظهر زوجته كاميلا مرتديةً إياها في الحفل.

## متحف فيكتوريا وألبرت
في أكتوبر 2018، وقع الاختيار على زي المصمم يحيى البشري، ليضاف إلى مجموعة متحف "فيكتوريا وألبرت" بلندن، بالإضافة الى مجموعة من المعروضات تبلغ 4.5 مليون قطعة متنوعة، وتحدث يحيى البشري قائلًا: "أبلغني المتحف برغبته اقتناء إحدى القطع، التي شاركت بها مؤخرًا في عرض أزياء في باريس ضمن مجموعة سميتها (العودة إلى الجذور)، التي خصصتها لإبراز التراث السعودي بكل مناطقه ونقوشه وألوانه، فتنقلت عبر مدن المملكة مختارًا ما يمثل كل منطقة من تراث وشكل وسمة". ويقول مكملًا حديثه: "القطعة المختارة صممتها من القماش الأبيض والأحمر، وأدرجت فيها الشماغ السعودي. كانت الفكرة من خلالها، هو تحويل الزي السعودي إلى عالمي بشكل جديد".

## دار يحيى البشري للأزياء
في أبريل 2014، وبحضور القنصل الفرنسي وحرمه وعدد من الفنانين، افتتح مصمم الأزياء السعودي يحيى البشري "دار يحيى البشري للأزياء" بمدينة جدة، وهو عبارة عن دورين، تحتوي على كل ما يلزم الأسرة (الرجل والمرأة والأطفال) من الأزياء، بالإضافة إلى قسم لتدريب طالبات كلية "دار الحكمة".